# Kenny Carr
Kenneth Alan Carr, detto Kenny (Washington, 15 agosto 1955), è un ex cestista statunitense, professionista nella NBA.

## Carriera
È stato selezionato dai Los Angeles Lakers al primo giro del Draft NBA 1977 (6ª scelta assoluta).
Con gli Stati Uniti ha disputato i Giochi olimpici di Montréal 1976.

## Palmarès
- NCAA AP All-America Third Team (1976)